# Tomás Pereira
Tomás Pereira oder Thomas Pereira (徐日昇 / Xu Risheng; geb. 1. November 1645 in Vila Nova de Famalicão; gest. 1708) war ein portugiesischer  jesuitischer China-Missionar. Er war Musiklehrer im Dienst des chinesischen Kaisers Kangxi und gilt als der Einführer westlicher Musik in China. Als Abgesandter war er an den Vermittlungen beteiligt, die zum Vertrag von Nertschinsk (1689) zwischen Russland und dem Qing-Reich führten. Er starb in China.

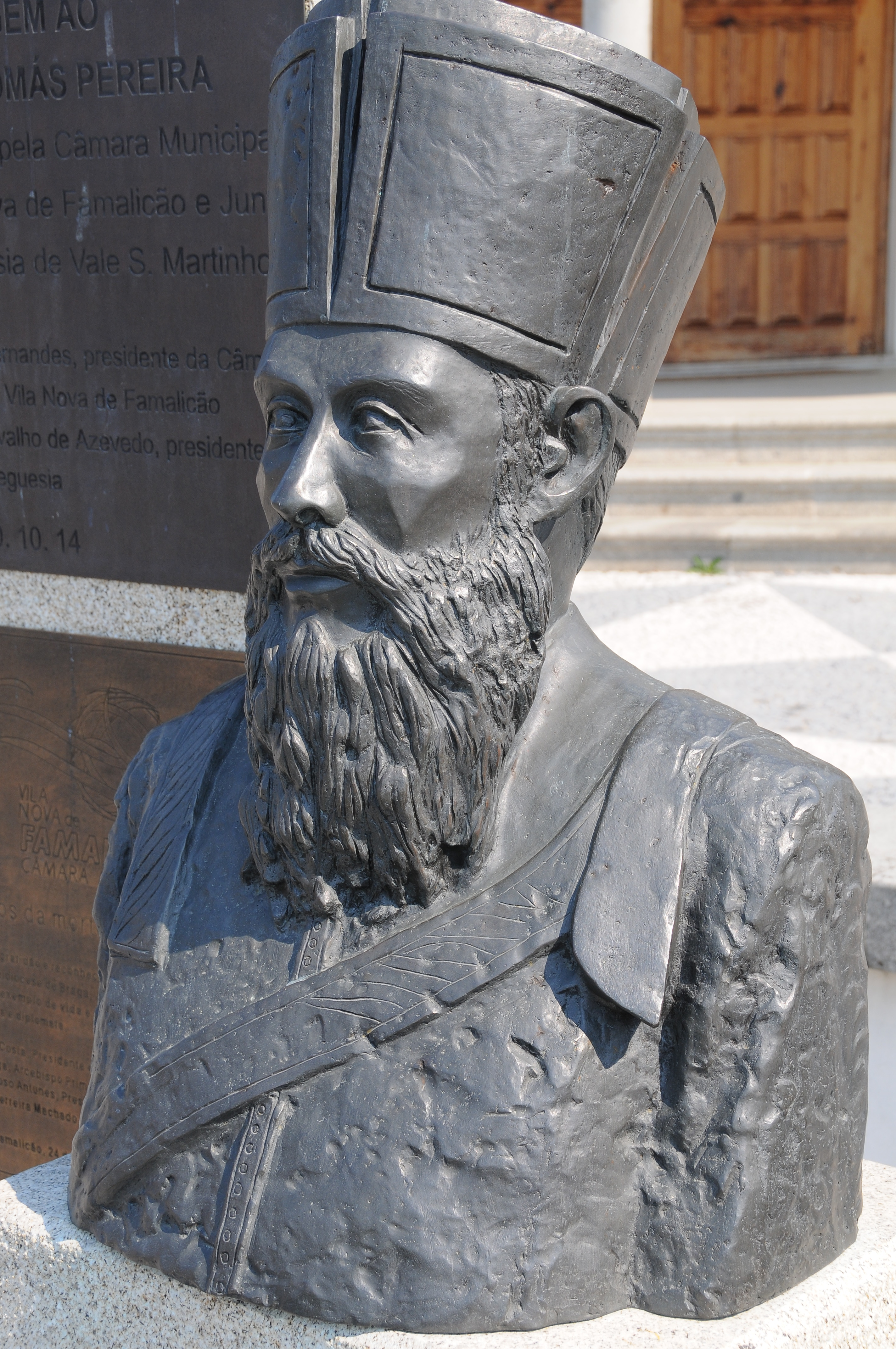
Büste von Thomas Pereira in São Martinho do Vale, Vila Nova de Famalicao, Portugal

## Leben
Tomás Pereira wurde 1645 in Vila Nova de Famalicão geboren. Er kam über die Station Goa 1672 in China an und hielt sich zunächst in der portugiesischen Kolonie Macau auf, wo er am Universitätskolleg von St. Paul eingeschrieben war. Später wurde er nach Peking geschickt, um am Hof des Kangxi-Kaisers zu arbeiten, wo er die meiste Zeit seiner Karriere verbrachte. Im Jahr 1689 schickte der Kangxi-Kaiser Pereira und seinen Kollegen Jean-François Gerbillon als Dolmetscher zu den Verhandlungen zwischen Qing-China und dem Russischen Reich in Nertschinsk, die schließlich in den Vertrag von Nerchinsk mündeten. Zwischen 1688 und 1694 waren Pereira und Antoine Thomas (1644–1709) inoffizielle Leiter des kaiserlichen Observatoriums in Peking, da der eigentliche Direktor zu dieser Zeit nicht in China war. 
Pereira wurde auf dem Zhalan-Friedhof der Jesuiten in Peking beigesetzt.

## Forschung
In jüngerer Zeit machten sich der portugiesische Historiker Luís Filipe Barreto und ein Forscherteam des Centro Científico e Cultural de Macau (CCCM) in Lissabon um die Herausgabe und Erforschung seines Werkes verdient.
2011 erschien eine zweibändige kritische Ausgabe der Werke (Obras) von Tomás Pereira in portugiesischer und lateinischer Sprache (ins Portugiesische übersetzt) in der CCCM und lieferte damit zum ersten Mal einen soliden dokumentarischen Rahmen zu seinen Briefen und Abhandlungen, Berichten und Tagebüchern, ergänzt durch zusätzliche Dokumente über sein Leben und seine Familie.